# Viola Fischerová
Viola Fischerová (ur. 18 października 1935 w Brnie, zm. 4 listopada 2010 w Pradze) – czeska poetka, pisarka i tłumaczka, należąca do tzw. Pokolenia 36; córka filozofa i socjologa Josefa Ludvíka Fischera. 
Po ukończeniu studiów slawistycznych od 1963 r. pracowała w redakcji literackiej Czechosłowackiego Radia w Pradze. Po wkroczeniu wojsk Układu Warszawskiego poetka wyemigrowała ze swoim późniejszym mężem Pavlem Buksą (znanym pod literackim pseudonimem Karel Michal) do Szwajcarii, w 1985 przeniosła się do Monachium, potem do Augsburga. W latach 1975–1994 współpracowała z Radiem Wolna Europa oraz emigracyjnym paryskim czasopismem "Svědectví". Od 1994 mieszkała w Pradze.
Poetka przekładała na język czeski m.in. twórczość M. Białoszewskiego i Witkacego.
Zmarła 4 listopada 2010 na oddziale onkologicznym praskiego szpitala.

## Twórczość
- Propadání (tomik poetycki zatrzymany przez cenzurę w 1957).
- Zádušní básně za Pavla Buksu, 1993.
- Babí hodina, 1994/1995; polskie wydanie: Babia godzina, 2007.
- Jak pápěří, 1996.
- Odrostlá blízkost, 1996.
- Divoká dráha domovů, 1998.
- Matečná samota, 2002.
- Nyní, 2004 (nagroda: Dresdner Lyrikpreis 2006).
- Co vyprávěla dlouhá chvíle (nagroda Magnesia Litera 2006 za najlepszą książkę dla dzieci i młodzieży); polskie wydanie: Opowieści dłużącego się czasu, 2008.
- Předkonec, 2007.
- Písečné dítě, 2007.